# لويس-أميدي هامبرت
لويس-أميدي هامبرت هو سياسي فرنسي، ولد في 23 يونيو 1814 في متز في فرنسا، وتوفي في 6 فبراير 1876 في نانسي في فرنسا. انتخب نائب فرنسي.